# Kolýmbia
Kolýmbia, en grec moderne : Κολύμπια, est un village du dème d'Afántou (el), sur la côte est de l'île de Rhodes, en Grèce.
Il est situé à mi-chemin de la route nationale 95 (el), entre Rhodes et Lindos, à 5 km d'Afántou au nord et à 5 km d'Archángelos, au sud.
Kolýmbia a été développée pendant l'occupation du Dodécanèse italien par les architectes Armando Bernabiti (it) et Rodolfo Petracco (it). La colonie est officiellement nommée San Benedetto (en grec moderne : Άγιος Βενέδικτος / Ágios Venédiktos) par décret gouvernemental en 1938. La localité a existé grâce aux expropriations des habitants d'Afántou et d'Archángelos, en tant que colonie agricole. Elle est rebaptisée sous son nom actuel en 1961. C'est au début des années 1980, que le développement de la colonie en tant que station touristique commence. 
Selon le recensement de 2011, la population de Kolýmbia compte 257 habitants. Le village est situé à une altitude de 10 m.

## Recensements de la population
| Recensements | 1947 | 1961 | 1971 | 1981 | 1991 | 2001 | 2011 |
| ------------ | ---- | ---- | ---- | ---- | ---- | ---- | ---- |
| Population   | 62   | 224  | 209  | 202  | 317  | 439  | 257  |